# Tour de Belgique 2024
 (février 2025).
Si vous disposez d'ouvrages ou d'articles de référence ou si vous connaissez des sites web de qualité traitant du thème abordé ici, merci de compléter l'article en donnant les références utiles à sa vérifiabilité et en les liant à la section « Notes et références ».
La 93e édition du Tour de Belgique, officiellement Baloise Belgium Tour 2024, a lieu du 12 au 16 juin 2024. La course fait partie du calendrier UCI ProSeries 2024 en catégorie 2.Pro.

## Parcours
Cette édition débute par un contre-la-montre individuel de 12 kilomètres dans les rues et aux alentours de Beringen dans la province de Limbourg. La 4e étape est l'étape reine avec le départ et l'arrivée dans la petite ville de Durbuy, au nord de la province de Luxembourg. Elle est similaire à la 4e étape de l'édition précédente avec une succession de côtes à gravir et une arrivée jugée au sommet du Mur de Durbuy.

## Équipes
| WorldTeams (9)- Alpecin-Deceuninck - Arkéa-B&B Hotels - Decathlon-AG2R La Mondiale - Intermarché-Wanty - Lidl-Trek - Movistar Team - Soudal Quick-Step - Team dsm-firmenich PostNL - Team Visma \| Lease a Bike ProTeams (9)- Bingoal WB - Israel-Premier Tech - Lotto Dstny - TDT-Unibet - Team Flanders-Baloise - Team Novo Nordisk - Polti Kometa - TotalEnergies - Uno-X Mobility Équipes continentales (5)- BEAT Cycling Club - Philippe Wagner-Bazin - Tarteletto-Isorex - Volkerwessels Cycling Team - Baloise Trek Lions Équipe de cyclo-cross- Pauwels Sauzen-Bingoal |
| |

## Étapes
| Étape     | Date    | Villes étapes                           | type                        | Distance (km) | Vainqueur d'étape | Leader du classement général |
| --------- | ------- | --------------------------------------- | --------------------------- | ------------- | ----------------- | ---------------------------- |
| 1re étape | 12 juin | Beringen – Beringen                     | contre-la-montre individuel | 12            | Søren Wærenskjold | Søren Wærenskjold            |
| 2e étape  | 13 juin | Merelbeke – Knocke-Heyst                | étape de plaine             | 185,5         | Tim Merlier       | Søren Wærenskjold            |
| 3e étape  | 14 juin | Turnhout – Montaigu-Zichem              | étape de plaine             | 188,2         | Jasper Philipsen  | Søren Wærenskjold            |
| 4e étape  | 15 juin | Durbuy – Durbuy                         | étape vallonnée             | 177,1         | Alex Aranburu     | Søren Wærenskjold            |
| 5e étape  | 16 juin | Ville de Bruxelles – Ville de Bruxelles | étape de plaine             | 186,1         | Tim Merlier       | Søren Wærenskjold            |

## Déroulement de la course

### 1reétape
| \| Classement de l'étape \| Classement de l'étape \| Classement de l'étape \| Classement de l'étape \| Classement de l'étape \| \| Coureur \| Coureur \| Pays \| Équipe \| Temps \| \| --------------------- \| --------------------- \| --------------------- \| -------------------------- \| --------------------- \| \| 1er \| Søren Wærenskjold \| Norvège \| Uno-X Mobility \| 13 min 24 s \| \| 2e \| Mathias Vacek \| Tchéquie \| Lidl-Trek \| + 2 s \| \| 3e \| Rune Herregodts \| Belgique \| Intermarché-Wanty \| + 10 s \| \| 4e \| Edoardo Affini \| Italie \| Team Visma \\| Lease a Bike \| + 11 s \| \| 5e \| Alec Segaert \| Belgique \| Lotto Dstny \| + 12 s \| \| 6e \| Kasper Asgreen \| Danemark \| Soudal Quick-Step \| + 14 s \| \| 7e \| Alex Aranburu \| Espagne \| Movistar Team \| + 17 s \| \| 8e \| Jasper Stuyven \| Belgique \| Lidl-Trek \| + 17 s \| \| 9e \| Daan Hoole \| Pays-Bas \| Lidl-Trek \| + 18 s \| \| 10e \| Josef Černý \| Tchéquie \| Soudal Quick-Step \| + 21 s \| |                   |          |                            |             |
| |                   |          |                            |             |
| Source : ProCyclingStats |                   |          |                            |             |
| Classement de l'étape |                   |          |                            |             |
| Coureur | Coureur           | Pays     | Équipe                     | Temps       |
| 1er | Søren Wærenskjold | Norvège  | Uno-X Mobility             | 13 min 24 s |
| 2e | Mathias Vacek     | Tchéquie | Lidl-Trek                  | + 2 s       |
| 3e | Rune Herregodts   | Belgique | Intermarché-Wanty          | + 10 s      |
| 4e | Edoardo Affini    | Italie   | Team Visma \| Lease a Bike | + 11 s      |
| 5e | Alec Segaert      | Belgique | Lotto Dstny                | + 12 s      |
| 6e | Kasper Asgreen    | Danemark | Soudal Quick-Step          | + 14 s      |
| 7e | Alex Aranburu     | Espagne  | Movistar Team              | + 17 s      |
| 8e | Jasper Stuyven    | Belgique | Lidl-Trek                  | + 17 s      |
| 9e | Daan Hoole        | Pays-Bas | Lidl-Trek                  | + 18 s      |
| 10e | Josef Černý       | Tchéquie | Soudal Quick-Step          | + 21 s      |

| \| Classement général \| Classement général \| Classement général \| Classement général \| Classement général \| \| Coureur \| Coureur \| Pays \| Équipe \| Temps \| \| ------------------ \| ------------------ \| ------------------ \| -------------------------- \| ------------------ \| \| 1er \| Søren Wærenskjold \| Norvège \| Uno-X Mobility \| 13 min 24 s \| \| 2e \| Mathias Vacek \| Tchéquie \| Lidl-Trek \| + 2 s \| \| 3e \| Rune Herregodts \| Belgique \| Intermarché-Wanty \| + 10 s \| \| 4e \| Edoardo Affini \| Italie \| Team Visma \\| Lease a Bike \| + 11 s \| \| 5e \| Alec Segaert \| Belgique \| Lotto Dstny \| + 12 s \| \| 6e \| Kasper Asgreen \| Danemark \| Soudal Quick-Step \| + 14 s \| \| 7e \| Alex Aranburu \| Espagne \| Movistar Team \| + 17 s \| \| 8e \| Jasper Stuyven \| Belgique \| Lidl-Trek \| + 17 s \| \| 9e \| Daan Hoole \| Pays-Bas \| Lidl-Trek \| + 18 s \| \| 10e \| Josef Černý \| Tchéquie \| Soudal Quick-Step \| + 21 s \| |                   |          |                            |             |
| |                   |          |                            |             |
| Source : ProCyclingStats |                   |          |                            |             |
| Classement général |                   |          |                            |             |
| Coureur | Coureur           | Pays     | Équipe                     | Temps       |
| 1er | Søren Wærenskjold | Norvège  | Uno-X Mobility             | 13 min 24 s |
| 2e | Mathias Vacek     | Tchéquie | Lidl-Trek                  | + 2 s       |
| 3e | Rune Herregodts   | Belgique | Intermarché-Wanty          | + 10 s      |
| 4e | Edoardo Affini    | Italie   | Team Visma \| Lease a Bike | + 11 s      |
| 5e | Alec Segaert      | Belgique | Lotto Dstny                | + 12 s      |
| 6e | Kasper Asgreen    | Danemark | Soudal Quick-Step          | + 14 s      |
| 7e | Alex Aranburu     | Espagne  | Movistar Team              | + 17 s      |
| 8e | Jasper Stuyven    | Belgique | Lidl-Trek                  | + 17 s      |
| 9e | Daan Hoole        | Pays-Bas | Lidl-Trek                  | + 18 s      |
| 10e | Josef Černý       | Tchéquie | Soudal Quick-Step          | + 21 s      |

### 2eétape
| \| Classement de l'étape \| Classement de l'étape \| Classement de l'étape \| Classement de l'étape \| Classement de l'étape \| \| Coureur \| Coureur \| Pays \| Équipe \| Temps \| \| --------------------- \| --------------------- \| --------------------- \| -------------------------- \| --------------------- \| \| 1er \| Tim Merlier \| Belgique \| Soudal Quick-Step \| 3 h 59 min 22 s \| \| 2e \| Jasper Philipsen \| Belgique \| Alpecin-Deceuninck \| + 0 s \| \| 3e \| Olav Kooij \| Pays-Bas \| Team Visma \\| Lease a Bike \| + 0 s \| \| 4e \| Pierre Barbier \| France \| Philippe Wagner-Bazin \| + 0 s \| \| 5e \| Lionel Taminiaux \| Belgique \| Lotto Dstny \| + 0 s \| \| 6e \| Mike Teunissen \| Pays-Bas \| Intermarché-Wanty \| + 0 s \| \| 7e \| Søren Wærenskjold \| Norvège \| Uno-X Mobility \| + 0 s \| \| 8e \| Edward Theuns \| Belgique \| Lidl-Trek \| + 0 s \| \| 9e \| Gerben Thijssen \| Belgique \| Intermarché-Wanty \| + 0 s \| \| 10e \| Matyáš Kopecký \| Tchéquie \| Team Novo Nordisk \| + 0 s \| |                   |          |                            |                 |
| |                   |          |                            |                 |
| Source : ProCyclingStats |                   |          |                            |                 |
| Classement de l'étape |                   |          |                            |                 |
| Coureur | Coureur           | Pays     | Équipe                     | Temps           |
| 1er | Tim Merlier       | Belgique | Soudal Quick-Step          | 3 h 59 min 22 s |
| 2e | Jasper Philipsen  | Belgique | Alpecin-Deceuninck         | + 0 s           |
| 3e | Olav Kooij        | Pays-Bas | Team Visma \| Lease a Bike | + 0 s           |
| 4e | Pierre Barbier    | France   | Philippe Wagner-Bazin      | + 0 s           |
| 5e | Lionel Taminiaux  | Belgique | Lotto Dstny                | + 0 s           |
| 6e | Mike Teunissen    | Pays-Bas | Intermarché-Wanty          | + 0 s           |
| 7e | Søren Wærenskjold | Norvège  | Uno-X Mobility             | + 0 s           |
| 8e | Edward Theuns     | Belgique | Lidl-Trek                  | + 0 s           |
| 9e | Gerben Thijssen   | Belgique | Intermarché-Wanty          | + 0 s           |
| 10e | Matyáš Kopecký    | Tchéquie | Team Novo Nordisk          | + 0 s           |

| \| Classement général \| Classement général \| Classement général \| Classement général \| Classement général \| \| Coureur \| Coureur \| Pays \| Équipe \| Temps \| \| ------------------ \| ------------------ \| ------------------ \| --------------------- \| ------------------ \| \| 1er \| Søren Wærenskjold \| Norvège \| Uno-X Mobility \| 4 h 12 min 43 s \| \| 2e \| Mathias Vacek \| Tchéquie \| Lidl-Trek \| + 2 s \| \| 3e \| Rune Herregodts \| Belgique \| Intermarché-Wanty \| + 13 s \| \| 4e \| Alec Segaert \| Belgique \| Lotto Dstny \| + 15 s \| \| 5e \| Jasper Stuyven \| Belgique \| Lidl-Trek \| + 17 s \| \| 6e \| Kasper Asgreen \| Danemark \| Soudal Quick-Step \| + 17 s \| \| 7e \| Alex Aranburu \| Espagne \| Movistar Team \| + 19 s \| \| 8e \| Daan Hoole \| Pays-Bas \| Lidl-Trek \| + 21 s \| \| 9e \| Josef Černý \| Tchéquie \| Soudal Quick-Step \| + 24 s \| \| 10e \| Quentin Bezza \| France \| Philippe Wagner-Bazin \| + 24 s \| |                   |          |                       |                 |
| |                   |          |                       |                 |
| Source : ProCyclingStats |                   |          |                       |                 |
| Classement général |                   |          |                       |                 |
| Coureur | Coureur           | Pays     | Équipe                | Temps           |
| 1er | Søren Wærenskjold | Norvège  | Uno-X Mobility        | 4 h 12 min 43 s |
| 2e | Mathias Vacek     | Tchéquie | Lidl-Trek             | + 2 s           |
| 3e | Rune Herregodts   | Belgique | Intermarché-Wanty     | + 13 s          |
| 4e | Alec Segaert      | Belgique | Lotto Dstny           | + 15 s          |
| 5e | Jasper Stuyven    | Belgique | Lidl-Trek             | + 17 s          |
| 6e | Kasper Asgreen    | Danemark | Soudal Quick-Step     | + 17 s          |
| 7e | Alex Aranburu     | Espagne  | Movistar Team         | + 19 s          |
| 8e | Daan Hoole        | Pays-Bas | Lidl-Trek             | + 21 s          |
| 9e | Josef Černý       | Tchéquie | Soudal Quick-Step     | + 24 s          |
| 10e | Quentin Bezza     | France   | Philippe Wagner-Bazin | + 24 s          |

### 3eétape
| \| Classement de l'étape \| Classement de l'étape \| Classement de l'étape \| Classement de l'étape \| Classement de l'étape \| \| Coureur \| Coureur \| Pays \| Équipe \| Temps \| \| --------------------- \| --------------------- \| --------------------- \| -------------------------- \| --------------------- \| \| 1er \| Jasper Philipsen \| Belgique \| Alpecin-Deceuninck \| 4 h 06 min 20 s \| \| 2e \| Olav Kooij \| Pays-Bas \| Team Visma \\| Lease a Bike \| + 0 s \| \| 3e \| Gerben Thijssen \| Belgique \| Intermarché-Wanty \| + 0 s \| \| 4e \| Tim Merlier \| Belgique \| Soudal Quick-Step \| + 0 s \| \| 5e \| John Degenkolb \| Allemagne \| Team dsm-firmenich PostNL \| + 0 s \| \| 6e \| Lionel Taminiaux \| Belgique \| Lotto Dstny \| + 0 s \| \| 7e \| Luca Mozzato \| Italie \| Arkéa-B&B Hotels \| + 0 s \| \| 8e \| Timothy Dupont \| Belgique \| Tarteletto-Isorex \| + 0 s \| \| 9e \| Jasper Stuyven \| Belgique \| Lidl-Trek \| + 0 s \| \| 10e \| Nicklas Amdi Pedersen \| Danemark \| TDT-Unibet \| + 0 s \| |                       |           |                            |                 |
| |                       |           |                            |                 |
| Source : ProCyclingStats |                       |           |                            |                 |
| Classement de l'étape |                       |           |                            |                 |
| Coureur | Coureur               | Pays      | Équipe                     | Temps           |
| 1er | Jasper Philipsen      | Belgique  | Alpecin-Deceuninck         | 4 h 06 min 20 s |
| 2e | Olav Kooij            | Pays-Bas  | Team Visma \| Lease a Bike | + 0 s           |
| 3e | Gerben Thijssen       | Belgique  | Intermarché-Wanty          | + 0 s           |
| 4e | Tim Merlier           | Belgique  | Soudal Quick-Step          | + 0 s           |
| 5e | John Degenkolb        | Allemagne | Team dsm-firmenich PostNL  | + 0 s           |
| 6e | Lionel Taminiaux      | Belgique  | Lotto Dstny                | + 0 s           |
| 7e | Luca Mozzato          | Italie    | Arkéa-B&B Hotels           | + 0 s           |
| 8e | Timothy Dupont        | Belgique  | Tarteletto-Isorex          | + 0 s           |
| 9e | Jasper Stuyven        | Belgique  | Lidl-Trek                  | + 0 s           |
| 10e | Nicklas Amdi Pedersen | Danemark  | TDT-Unibet                 | + 0 s           |

| \| Classement général \| Classement général \| Classement général \| Classement général \| Classement général \| \| Coureur \| Coureur \| Pays \| Équipe \| Temps \| \| ------------------ \| ------------------ \| ------------------ \| -------------------------- \| ------------------ \| \| 1er \| Søren Wærenskjold \| Norvège \| Uno-X Mobility \| 8 h 18 min 54 s \| \| 2e \| Mathias Vacek \| Tchéquie \| Lidl-Trek \| + 11 s \| \| 3e \| Rune Herregodts \| Belgique \| Intermarché-Wanty \| + 22 s \| \| 4e \| Alec Segaert \| Belgique \| Lotto Dstny \| + 23 s \| \| 5e \| Jasper Stuyven \| Belgique \| Lidl-Trek \| + 25 s \| \| 6e \| Kasper Asgreen \| Danemark \| Soudal Quick-Step \| + 26 s \| \| 7e \| Alex Aranburu \| Espagne \| Movistar Team \| + 28 s \| \| 8e \| Daan Hoole \| Pays-Bas \| Lidl-Trek \| + 30 s \| \| 9e \| Jasper Philipsen \| Belgique \| Alpecin-Deceuninck \| + 33 s \| \| 10e \| Damien Touzé \| France \| Decathlon-AG2R La Mondiale \| + 34 s \| |                   |          |                            |                 |
| |                   |          |                            |                 |
| Source : ProCyclingStats |                   |          |                            |                 |
| Classement général |                   |          |                            |                 |
| Coureur | Coureur           | Pays     | Équipe                     | Temps           |
| 1er | Søren Wærenskjold | Norvège  | Uno-X Mobility             | 8 h 18 min 54 s |
| 2e | Mathias Vacek     | Tchéquie | Lidl-Trek                  | + 11 s          |
| 3e | Rune Herregodts   | Belgique | Intermarché-Wanty          | + 22 s          |
| 4e | Alec Segaert      | Belgique | Lotto Dstny                | + 23 s          |
| 5e | Jasper Stuyven    | Belgique | Lidl-Trek                  | + 25 s          |
| 6e | Kasper Asgreen    | Danemark | Soudal Quick-Step          | + 26 s          |
| 7e | Alex Aranburu     | Espagne  | Movistar Team              | + 28 s          |
| 8e | Daan Hoole        | Pays-Bas | Lidl-Trek                  | + 30 s          |
| 9e | Jasper Philipsen  | Belgique | Alpecin-Deceuninck         | + 33 s          |
| 10e | Damien Touzé      | France   | Decathlon-AG2R La Mondiale | + 34 s          |

### 4eétape
| \| Classement de l'étape \| Classement de l'étape \| Classement de l'étape \| Classement de l'étape \| Classement de l'étape \| \| Coureur \| Coureur \| Pays \| Équipe \| Temps \| \| --------------------- \| --------------------- \| --------------------- \| -------------------------- \| --------------------- \| \| 1er \| Alex Aranburu \| Espagne \| Movistar Team \| 4 h 14 min 26 s \| \| 2e \| Pierre Gautherat \| France \| Decathlon-AG2R La Mondiale \| + 0 s \| \| 3e \| Jasper Philipsen \| Belgique \| Alpecin-Deceuninck \| + 3 s \| \| 4e \| Riley Sheehan \| États-Unis \| Israel-Premier Tech \| + 3 s \| \| 5e \| Carlos Canal \| Espagne \| Movistar Team \| + 3 s \| \| 6e \| Jasper Stuyven \| Belgique \| Lidl-Trek \| + 3 s \| \| 7e \| Lorenzo Rota \| Italie \| Intermarché-Wanty \| + 3 s \| \| 8e \| Damien Touzé \| France \| Decathlon-AG2R La Mondiale \| + 3 s \| \| 9e \| Per Strand Hagenes \| Norvège \| Team Visma \\| Lease a Bike \| + 3 s \| \| 10e \| Gonzalo Serrano \| Espagne \| Movistar Team \| + 6 s \| |                    |            |                            |                 |
| |                    |            |                            |                 |
| Source : ProCyclingStats |                    |            |                            |                 |
| Classement de l'étape |                    |            |                            |                 |
| Coureur | Coureur            | Pays       | Équipe                     | Temps           |
| 1er | Alex Aranburu      | Espagne    | Movistar Team              | 4 h 14 min 26 s |
| 2e | Pierre Gautherat   | France     | Decathlon-AG2R La Mondiale | + 0 s           |
| 3e | Jasper Philipsen   | Belgique   | Alpecin-Deceuninck         | + 3 s           |
| 4e | Riley Sheehan      | États-Unis | Israel-Premier Tech        | + 3 s           |
| 5e | Carlos Canal       | Espagne    | Movistar Team              | + 3 s           |
| 6e | Jasper Stuyven     | Belgique   | Lidl-Trek                  | + 3 s           |
| 7e | Lorenzo Rota       | Italie     | Intermarché-Wanty          | + 3 s           |
| 8e | Damien Touzé       | France     | Decathlon-AG2R La Mondiale | + 3 s           |
| 9e | Per Strand Hagenes | Norvège    | Team Visma \| Lease a Bike | + 3 s           |
| 10e | Gonzalo Serrano    | Espagne    | Movistar Team              | + 6 s           |

| \| Classement général \| Classement général \| Classement général \| Classement général \| Classement général \| \| Coureur \| Coureur \| Pays \| Équipe \| Temps \| \| ------------------ \| ------------------ \| ------------------ \| --------------------------- \| ------------------ \| \| 1er \| Søren Wærenskjold \| Norvège \| Uno-X Mobility \| 12 h 33 min 32 s \| \| 2e \| Mathias Vacek \| Tchéquie \| Lidl-Trek \| + 2 s \| \| 3e \| Alex Aranburu \| Espagne \| Movistar Team \| + 6 s \| \| 4e \| Jasper Stuyven \| Belgique \| Lidl-Trek \| + 16 s \| \| 5e \| Jasper Philipsen \| Belgique \| Alpecin-Deceuninck \| + 20 s \| \| 6e \| Kasper Asgreen \| Danemark \| Soudal Quick-Step \| + 21 s \| \| 7e \| Damien Touzé \| France \| Decathlon-AG2R La Mondiale \| + 25 s \| \| 8e \| Per Strand Hagenes \| Norvège \| Team Visma \\| Lease a Bike \| + 25 s \| \| 9e \| Alec Segaert \| Belgique \| Lotto Dstny \| + 26 s \| \| 10e \| Pier-André Côté \| Canada \| Israel Premier Tech Academy \| + 35 s \| |                    |          |                             |                  |
| |                    |          |                             |                  |
| Source : ProCyclingStats |                    |          |                             |                  |
| Classement général |                    |          |                             |                  |
| Coureur | Coureur            | Pays     | Équipe                      | Temps            |
| 1er | Søren Wærenskjold  | Norvège  | Uno-X Mobility              | 12 h 33 min 32 s |
| 2e | Mathias Vacek      | Tchéquie | Lidl-Trek                   | + 2 s            |
| 3e | Alex Aranburu      | Espagne  | Movistar Team               | + 6 s            |
| 4e | Jasper Stuyven     | Belgique | Lidl-Trek                   | + 16 s           |
| 5e | Jasper Philipsen   | Belgique | Alpecin-Deceuninck          | + 20 s           |
| 6e | Kasper Asgreen     | Danemark | Soudal Quick-Step           | + 21 s           |
| 7e | Damien Touzé       | France   | Decathlon-AG2R La Mondiale  | + 25 s           |
| 8e | Per Strand Hagenes | Norvège  | Team Visma \| Lease a Bike  | + 25 s           |
| 9e | Alec Segaert       | Belgique | Lotto Dstny                 | + 26 s           |
| 10e | Pier-André Côté    | Canada   | Israel Premier Tech Academy | + 35 s           |

### 5eétape
| \| Classement de l'étape \| Classement de l'étape \| Classement de l'étape \| Classement de l'étape \| Classement de l'étape \| \| Coureur \| Coureur \| Pays \| Équipe \| Temps \| \| --------------------- \| --------------------- \| --------------------- \| -------------------------- \| --------------------- \| \| 1er \| Tim Merlier \| Belgique \| Soudal Quick-Step \| 3 h 51 min 51 s \| \| 2e \| Jasper Philipsen \| Belgique \| Alpecin-Deceuninck \| + 0 s \| \| 3e \| Tom Van Asbroeck \| Belgique \| Israel-Premier Tech \| + 0 s \| \| 4e \| Mathias Vacek \| Tchéquie \| Lidl-Trek \| + 0 s \| \| 5e \| Sander De Pestel \| Belgique \| Decathlon-AG2R La Mondiale \| + 0 s \| \| 6e \| Gerben Thijssen \| Belgique \| Intermarché-Wanty \| + 0 s \| \| 7e \| Émilien Jeannière \| France \| TotalEnergies \| + 0 s \| \| 8e \| Oded Kogut \| Israël \| Israel-Premier Tech \| + 0 s \| \| 9e \| Lionel Taminiaux \| Belgique \| Lotto Dstny \| + 0 s \| \| 10e \| Matyáš Kopecký \| Tchéquie \| Team Novo Nordisk \| + 0 s \| |                   |          |                            |                 |
| |                   |          |                            |                 |
| Source : ProCyclingStats |                   |          |                            |                 |
| Classement de l'étape |                   |          |                            |                 |
| Coureur | Coureur           | Pays     | Équipe                     | Temps           |
| 1er | Tim Merlier       | Belgique | Soudal Quick-Step          | 3 h 51 min 51 s |
| 2e | Jasper Philipsen  | Belgique | Alpecin-Deceuninck         | + 0 s           |
| 3e | Tom Van Asbroeck  | Belgique | Israel-Premier Tech        | + 0 s           |
| 4e | Mathias Vacek     | Tchéquie | Lidl-Trek                  | + 0 s           |
| 5e | Sander De Pestel  | Belgique | Decathlon-AG2R La Mondiale | + 0 s           |
| 6e | Gerben Thijssen   | Belgique | Intermarché-Wanty          | + 0 s           |
| 7e | Émilien Jeannière | France   | TotalEnergies              | + 0 s           |
| 8e | Oded Kogut        | Israël   | Israel-Premier Tech        | + 0 s           |
| 9e | Lionel Taminiaux  | Belgique | Lotto Dstny                | + 0 s           |
| 10e | Matyáš Kopecký    | Tchéquie | Team Novo Nordisk          | + 0 s           |

## Classements finals

### Classement général final
| \| Classement général \| Classement général \| Classement général \| Classement général \| Classement général \| \| Coureur \| Coureur \| Pays \| Équipe \| Temps \| \| ------------------ \| ------------------ \| ------------------ \| --------------------------- \| ------------------ \| \| 1er \| Søren Wærenskjold \| Norvège \| Uno-X Mobility \| 16 h 25 min 20 s \| \| 2e \| Mathias Vacek \| Tchéquie \| Lidl-Trek \| + 4 s \| \| 3e \| Alex Aranburu \| Espagne \| Movistar Team \| + 7 s \| \| 4e \| Jasper Philipsen \| Belgique \| Alpecin-Deceuninck \| + 17 s \| \| 5e \| Jasper Stuyven \| Belgique \| Lidl-Trek \| + 19 s \| \| 6e \| Kasper Asgreen \| Danemark \| Soudal Quick-Step \| + 24 s \| \| 7e \| Alec Segaert \| Belgique \| Lotto Dstny \| + 26 s \| \| 8e \| Damien Touzé \| France \| Decathlon-AG2R La Mondiale \| + 28 s \| \| 9e \| Per Strand Hagenes \| Norvège \| Team Visma \\| Lease a Bike \| + 28 s \| \| 10e \| Pier-André Côté \| Canada \| Israel Premier Tech Academy \| + 35 s \| |                    |          |                             |                  |
| |                    |          |                             |                  |
| Source : ProCyclingStats |                    |          |                             |                  |
| Classement général |                    |          |                             |                  |
| Coureur | Coureur            | Pays     | Équipe                      | Temps            |
| 1er | Søren Wærenskjold  | Norvège  | Uno-X Mobility              | 16 h 25 min 20 s |
| 2e | Mathias Vacek      | Tchéquie | Lidl-Trek                   | + 4 s            |
| 3e | Alex Aranburu      | Espagne  | Movistar Team               | + 7 s            |
| 4e | Jasper Philipsen   | Belgique | Alpecin-Deceuninck          | + 17 s           |
| 5e | Jasper Stuyven     | Belgique | Lidl-Trek                   | + 19 s           |
| 6e | Kasper Asgreen     | Danemark | Soudal Quick-Step           | + 24 s           |
| 7e | Alec Segaert       | Belgique | Lotto Dstny                 | + 26 s           |
| 8e | Damien Touzé       | France   | Decathlon-AG2R La Mondiale  | + 28 s           |
| 9e | Per Strand Hagenes | Norvège  | Team Visma \| Lease a Bike  | + 28 s           |
| 10e | Pier-André Côté    | Canada   | Israel Premier Tech Academy | + 35 s           |

### Classements annexes

#### Classement par équipes
| Classement par équipes | Classement par équipes     | Classement par équipes | Classement par équipes |
| Équipe                 | Équipe                     | Pays                   | Temps                  |
| ---------------------- | -------------------------- | ---------------------- | ---------------------- |
| 1re                    | Movistar Team              | Espagne                | 49 h 17 min 22 s       |
| 2e                     | Lidl-Trek                  | États-Unis             | + 3 s                  |
| 3e                     | Lotto Dstny                | Belgique               | + 19 s                 |
| 4e                     | Decathlon-AG2R La Mondiale | France                 | + 52 s                 |
| 5e                     | Israel-Premier Tech        | Israël                 | + 1 min 16 s           |

## Liste des participants
| Alpecin-Deceuninck ADC                  | Alpecin-Deceuninck ADC  | Alpecin-Deceuninck ADC |
| --------------------------------------- | ----------------------- | ---------------------- |
| Num                                     | Coureur                 | Pos                    |
| 1                                       | Jasper Philipsen (BEL)  | 4e                     |
| 2                                       | Quinten Hermans (BEL)   | 32e                    |
| 3                                       | Senne Leysen (BEL)      | 99e                    |
| 4                                       | Robbe Ghys (BEL)        | 75e                    |
| 5                                       | Jonas Rickaert (BEL)    | 79e                    |
| 6                                       | Ramon Sinkeldam (NED)   | 66e                    |
| 7                                       | Gianni Vermeersch (BEL) | 34e                    |
| Directeur sportif : Christoph Roodhooft |                         |                        |

| Soudal Quick-Step SOQ              | Soudal Quick-Step SOQ         | Soudal Quick-Step SOQ |
| ---------------------------------- | ----------------------------- | --------------------- |
| Num                                | Coureur                       | Pos                   |
| 11                                 | Tim Merlier (BEL)             | 73e                   |
| 12                                 | Kasper Asgreen (DEN) (chrono) | 6e                    |
| 13                                 | Josef Černý (CZE)             | 103e                  |
| 14                                 | Pepijn Reinderink (NED)       | 38e                   |
| 15                                 | Bert Van Lerberghe (BEL)      | 82e                   |
| 16                                 | Warre Vangheluwe (BEL)        | 130e                  |
| 17                                 | Martin Svrček (SVK)           | 59e                   |
| Directeur sportif : Davide Bramati |                               |                       |

| Team Visma \| Lease a Bike TVL      | Team Visma \| Lease a Bike TVL | Team Visma \| Lease a Bike TVL |
| ----------------------------------- | ------------------------------ | ------------------------------ |
| Num                                 | Coureur                        | Pos                            |
| 21                                  | Olav Kooij (NED)               | 84e                            |
| 22                                  | Tosh Van der Sande (BEL)       | 94e                            |
| 23                                  | Edoardo Affini (ITA)           | 97e                            |
| 24                                  | Mick van Dijke (NED)           | 29e                            |
| 25                                  | Colby Simmons (USA)            | 77e                            |
| 26                                  | Julien Vermote (BEL)           | NP-3                           |
| 27                                  | Per Strand Hagenes (NOR)       | 9e                             |
| Directeur sportif : Maarten Wynants |                                |                                |

| Intermarché-Wanty IWA                    | Intermarché-Wanty IWA | Intermarché-Wanty IWA |
| ---------------------------------------- | --------------------- | --------------------- |
| Num                                      | Coureur               | Pos                   |
| 31                                       | Gerben Thijssen (BEL) | 105e                  |
| 32                                       | Mike Teunissen (NED)  | 42e                   |
| 33                                       | Rune Herregodts (BEL) | NP-5                  |
| 34                                       | Laurenz Rex (BEL)     | 52e                   |
| 35                                       | Lorenzo Rota (ITA)    | 20e                   |
| 36                                       | Dries De Pooter (BEL) | 93e                   |
| 37                                       | Gijs Van Hoecke (BEL) | 80e                   |
| Directeur sportif : Pieter Vanspeybrouck |                       |                       |

| Lidl-Trek LTK                     | Lidl-Trek LTK               | Lidl-Trek LTK |
| --------------------------------- | --------------------------- | ------------- |
| Num                               | Coureur                     | Pos           |
| 41                                | Jasper Stuyven (BEL)        | 5e            |
| 42                                | Edward Theuns (BEL)         | 71e           |
| 43                                | Tim Declercq (BEL)          | 50e           |
| 44                                | Dario Cataldo (ITA)         | 101e          |
| 45                                | Daan Hoole (NED)            | 14e           |
| 46                                | Fabio Felline (ITA)         | 39e           |
| 47                                | Mathias Vacek (CZE) (route) | 2e            |
| Directeur sportif : Adriano Baffi |                             |               |

| Arkéa-B&B Hotels ARK                           | Arkéa-B&B Hotels ARK  | Arkéa-B&B Hotels ARK |
| ---------------------------------------------- | --------------------- | -------------------- |
| Num                                            | Coureur               | Pos                  |
| 51                                             | Jenthe Biermans (BEL) | 57e                  |
| 52                                             | Łukasz Owsian (POL)   | AB-5                 |
| 53                                             | Matîs Louvel (FRA)    | 47e                  |
| 54                                             | Luca Mozzato (ITA)    | NP-4                 |
| 55                                             | Donavan Grondin (FRA) | 81e                  |
| 56                                             | Alan Riou (FRA)       | AB-5                 |
| 57                                             | Miles Scotson (AUS)   | 74e                  |
| Directeur sportif : Roger Tréhin, Jimmy Turgis |                       |                      |

| Decathlon-AG2R La Mondiale DAT                       | Decathlon-AG2R La Mondiale DAT | Decathlon-AG2R La Mondiale DAT |
| ---------------------------------------------------- | ------------------------------ | ------------------------------ |
| Num                                                  | Coureur                        | Pos                            |
| 61                                                   | Benoît Cosnefroy (FRA)         | 36e                            |
| 62                                                   | Dries De Bondt (BEL)           | 60e                            |
| 63                                                   | Sander De Pestel (BEL)         | 30e                            |
| 64                                                   | Pierre Gautherat (FRA)         | 12e                            |
| 65                                                   | Aurélien Paret-Peintre (FRA)   | 19e                            |
| 66                                                   | Valentin Retailleau (FRA)      | AB-5                           |
| 67                                                   | Damien Touzé (FRA)             | 8e                             |
| Directeur sportif : Nicolas Guillé, Artūras Kasputis |                                |                                |

| Movistar Team MOV                    | Movistar Team MOV           | Movistar Team MOV |
| ------------------------------------ | --------------------------- | ----------------- |
| Num                                  | Coureur                     | Pos               |
| 71                                   | Alex Aranburu (ESP)         | 3e                |
| 72                                   | Mathias Norsgaard (DEN)     | 76e               |
| 73                                   | Carlos Canal (ESP)          | 13e               |
| 74                                   | Rémi Cavagna (FRA) (chrono) | 61e               |
| 75                                   | Sergio Samitier (ESP)       | 92e               |
| 76                                   | Iván Romeo (ESP)            | 15e               |
| 77                                   | Gonzalo Serrano (ESP)       | AB-5              |
| Directeur sportif : Jürgen Roelandts |                             |                   |

| Team dsm-firmenich PostNL DFP        | Team dsm-firmenich PostNL DFP | Team dsm-firmenich PostNL DFP |
| ------------------------------------ | ----------------------------- | ----------------------------- |
| Num                                  | Coureur                       | Pos                           |
| 81                                   | John Degenkolb (GER)          | 43e                           |
| 82                                   | Robbe Dhondt (BEL)            | 133e                          |
| 84                                   | Johan Dorussen (NED)          | AB-4                          |
| 85                                   | Patrick Eddy (AUS)            | 132e                          |
| 86                                   | Fabio Jakobsen (NED)          | 131e                          |
| 87                                   | Bram Welten (NED)             | 121e                          |
| Directeur sportif : Bennie Lambregts |                               |                               |

| Team Flanders-Baloise TFB                                             | Team Flanders-Baloise TFB | Team Flanders-Baloise TFB |
| --------------------------------------------------------------------- | ------------------------- | ------------------------- |
| Num                                                                   | Coureur                   | Pos                       |
| 91                                                                    | Kamiel Bonneu (BEL)       | 95e                       |
| 92                                                                    | Lars Craps (BEL)          | 123e                      |
| 93                                                                    | Lindsay De Vylder (BEL)   | 125e                      |
| 94                                                                    | Jules Hesters (BEL)       | NP-3                      |
| 95                                                                    | Elias Maris (BEL)         | 17e                       |
| 96                                                                    | Vincent Van Hemelen (BEL) | 45e                       |
| 97                                                                    | Ward Vanhoof (BEL)        | 40e                       |
| Directeur sportif : Walter Planckaert, Hans De Clercq, Andy Missotten |                           |                           |

| Bingoal WB BWB                               | Bingoal WB BWB          | Bingoal WB BWB |
| -------------------------------------------- | ----------------------- | -------------- |
| Num                                          | Coureur                 | Pos            |
| 101                                          | Cériel Desal (BEL)      | 68e            |
| 102                                          | Louka Matthys (BEL)     | 64e            |
| 103                                          | Nathan Vandepitte (FRA) | AB-4           |
| 104                                          | Sasha Weemaes (BEL)     | AB-4           |
| 105                                          | Luca Van Boven (BEL)    | 31e            |
| 106                                          | Kenneth Van Rooy (BEL)  | 62e            |
| 107                                          | Loïc Vliegen (BEL)      | AB-4           |
| Directeur sportif : Jean-Denis Vandenbroucke |                         |                |

| Lotto Dstny LTD                  | Lotto Dstny LTD             | Lotto Dstny LTD |
| -------------------------------- | --------------------------- | --------------- |
| Num                              | Coureur                     | Pos             |
| 111                              | Brent Van Moer (BEL)        | 11e             |
| 112                              | Alec Segaert (BEL)          | 7e              |
| 113                              | Sébastien Grignard (BEL)    | 44e             |
| 114                              | Logan Currie (NZL) (chrono) | 25e             |
| 115                              | Liam Slock (BEL)            | 98e             |
| 116                              | Lionel Taminiaux (BEL)      | 63e             |
| 117                              | Jenno Berckmoes (BEL)       | 18e             |
| Directeur sportif : Nikolas Maes |                             |                 |

| Israel-Premier Tech IPT           | Israel-Premier Tech IPT   | Israel-Premier Tech IPT |
| --------------------------------- | ------------------------- | ----------------------- |
| Num                               | Coureur                   | Pos                     |
| 121                               | Joseph Blackmore (GBR)    | 26e                     |
| 122                               | Pier-André Côté (CAN)     | 10e                     |
| 123                               | Oded Kogut (ISR) (chrono) | 102e                    |
| 124                               | Guy Sagiv (ISR)           | 119e                    |
| 125                               | Guillaume Boivin (CAN)    | 33e                     |
| 126                               | Riley Sheehan (USA)       | 16e                     |
| 127                               | Tom Van Asbroeck (BEL)    | 41e                     |
| Directeur sportif : Sep Vanmarcke |                           |                         |

| TotalEnergies TEN                   | TotalEnergies TEN       | TotalEnergies TEN |
| ----------------------------------- | ----------------------- | ----------------- |
| Num                                 | Coureur                 | Pos               |
| 131                                 | Pierre Latour (FRA)     | AB-4              |
| 132                                 | Geoffrey Soupe (FRA)    | 112e              |
| 133                                 | Thomas Gachignard (FRA) | 22e               |
| 134                                 | Émilien Jeannière (FRA) | 24e               |
| 135                                 | Jason Tesson (FRA)      | 110e              |
| 136                                 | Anthony Turgis (FRA)    | 87e               |
| 137                                 | Dries Van Gestel (BEL)  | 23e               |
| Directeur sportif : Lylian Lebreton |                         |                   |

| Uno-X Mobility UXM                | Uno-X Mobility UXM               | Uno-X Mobility UXM |
| --------------------------------- | -------------------------------- | ------------------ |
| Num                               | Coureur                          | Pos                |
| 141                               | Jonas Abrahamsen (NOR)           | 67e                |
| 142                               | Martin Urianstad Bugge (NOR)     | 111e               |
| 143                               | Stian Fredheim (NOR)             | 127e               |
| 144                               | William Blume Levy (DEN)         | 96e                |
| 145                               | Erik Nordsæter Resell (NOR)      | 88e                |
| 146                               | Rasmus Tiller (NOR)              | 37e                |
| 147                               | Søren Wærenskjold (NOR) (chrono) | 1er                |
| Directeur sportif : Jesper Mørkøv |                                  |                    |

| TDT-Unibet TDT                 | TDT-Unibet TDT              | TDT-Unibet TDT |
| ------------------------------ | --------------------------- | -------------- |
| Num                            | Coureur                     | Pos            |
| 151                            | Jelle Johannink (NED)       | NP-4           |
| 152                            | Tomáš Kopecký (CZE)         | AB-2           |
| 153                            | Axel Huens (FRA)            | 55e            |
| 154                            | Hartthijs de Vries (NED)    | AB-5           |
| 155                            | Nicklas Amdi Pedersen (DEN) | 108e           |
| 156                            | Abram Stockman (BEL)        | 54e            |
| 157                            | Andreas Stokbro (DEN)       | 21e            |
| Directeur sportif : Julia Soek |                             |                |

| Team Novo Nordisk TNN                  | Team Novo Nordisk TNN         | Team Novo Nordisk TNN |
| -------------------------------------- | ----------------------------- | --------------------- |
| Num                                    | Coureur                       | Pos                   |
| 161                                    | Sam Brand (GBR)               | 122e                  |
| 162                                    | Alessandro Perracchione (ITA) | 116e                  |
| 163                                    | Quinten De Graeve (BEL)       | 115e                  |
| 164                                    | Declan Irvine (AUS)           | 126e                  |
| 165                                    | Matyáš Kopecký (CZE)          | 65e                   |
| 166                                    | Andrea Peron (ITA)            | AB-3                  |
| 167                                    | Nathan Smith (GBR)            | 134e                  |
| Directeur sportif : Guennadi Mikhailov |                               |                       |

| Team Polti Kometa PTK            | Team Polti Kometa PTK     | Team Polti Kometa PTK |
| -------------------------------- | ------------------------- | --------------------- |
| Num                              | Coureur                   | Pos                   |
| 171                              | Davide Bais (ITA)         | 27e                   |
| 172                              | Erik Fetter (HUN)         | 28e                   |
| 173                              | Davide De Cassan (ITA)    | 58e                   |
| 175                              | Andrea Pietrobon (ITA)    | 46e                   |
| 176                              | Javier Serrano (ESP)      | 51e                   |
| 177                              | Diego Pablo Sevilla (ESP) | 86e                   |
| Directeur sportif : Biagio Conte |                           |                       |

| Baloise Trek Lions TBL | Baloise Trek Lions TBL   | Baloise Trek Lions TBL |
| ---------------------- | ------------------------ | ---------------------- |
| Num                    | Coureur                  | Pos                    |
| 181                    | Olivier Godfroid (BEL)   | 90e                    |
| 182                    | David Haverdings (NED)   | 89e                    |
| 183                    | Joris Nieuwenhuis (NED)  | 53e                    |
| 184                    | Pim Ronhaar (NED)        | NP-1                   |
| 185                    | Seppe Van Den Boer (BEL) | 83e                    |
| 186                    | Lars van der Haar (NED)  | 56e                    |
| 187                    | Maarten Verheyen (BEL)   | AB-5                   |

| Pauwels Sauzen-Bingoal PSB          | Pauwels Sauzen-Bingoal PSB   | Pauwels Sauzen-Bingoal PSB |
| ----------------------------------- | ---------------------------- | -------------------------- |
| Num                                 | Coureur                      | Pos                        |
| 192                                 | Kay De Bruyckere (BEL)       | 78e                        |
| 194                                 | Eli Iserbyt (BEL)            | 35e                        |
| 195                                 | Yorben Lauryssen (BEL)       | 124e                       |
| 197                                 | Michael Vanthourenhout (BEL) | 85e                        |
| Directeur sportif : Mario De Clercq |                              |                            |

| BEAT Cycling Club BCY                 | BEAT Cycling Club BCY           | BEAT Cycling Club BCY |
| ------------------------------------- | ------------------------------- | --------------------- |
| Num                                   | Coureur                         | Pos                   |
| 201                                   | Michiel Coppens (BEL)           | 118e                  |
| 202                                   | Stijn Appel (NED)               | 113e                  |
| 203                                   | Jochem Kerckhaert (NED)         | 106e                  |
| 204                                   | Wessel Krul (NED)               | NP-3                  |
| 205                                   | Lars Loohuis (NED)              | AB-4                  |
| 206                                   | Jeroen Van Krimpen (NED)        | 120e                  |
| 207                                   | Daan van Sintmaartensdijk (NED) | AB-4                  |
| Directeur sportif : Brian van Goethem |                                 |                       |

| Philippe Wagner-Bazin PWB              | Philippe Wagner-Bazin PWB   | Philippe Wagner-Bazin PWB |
| -------------------------------------- | --------------------------- | ------------------------- |
| Num                                    | Coureur                     | Pos                       |
| 211                                    | Pierre Barbier (FRA)        | AB-4                      |
| 212                                    | Rudy Barbier (FRA)          | AB-4                      |
| 213                                    | Enrico Dhaeye (BEL)         | AB-5                      |
| 214                                    | Quentin Bezza (FRA)         | AB-5                      |
| 215                                    | Gwen Leclainche (FRA)       | 129e                      |
| 216                                    | Tristan Scherpenbergh (BEL) | 136e                      |
| 217                                    | Kasper Saver (BEL)          | 104e                      |
| Directeur sportif : Pascal Pieterarens |                             |                           |

| Tarteletto-Isorex TIS            | Tarteletto-Isorex TIS   | Tarteletto-Isorex TIS |
| -------------------------------- | ----------------------- | --------------------- |
| Num                              | Coureur                 | Pos                   |
| 221                              | Robbe Claeys (BEL)      | 49e                   |
| 222                              | Maxime De Poorter (BEL) | AB-3                  |
| 223                              | Timothy Dupont (BEL)    | AB-4                  |
| 224                              | Gianni Marchand (BEL)   | 72e                   |
| 225                              | Thomas Joseph (BEL)     | 109e                  |
| 226                              | Jacob Relaes (BEL)      | 117e                  |
| 227                              | Mauro Verwilt (BEL)     | 91e                   |
| Directeur sportif : Danny De Bie |                         |                       |

| VolkerWessels Cycling Team VWT | VolkerWessels Cycling Team VWT | VolkerWessels Cycling Team VWT |
| ------------------------------ | ------------------------------ | ------------------------------ |
| Num                            | Coureur                        | Pos                            |
| 231                            | Finn Crockett (GBR)            | 100e                           |
| 232                            | Stijn Daemen (NED)             | 69e                            |
| 233                            | Sam Gademan (NED)              | 128e                           |
| 234                            | Jasper Haest (NED)             | 48e                            |
| 235                            | Max Kroonen (NED)              | 135e                           |
| 236                            | Jago Willems (BEL)             | 70e                            |
| 237                            | Thimo Willems (BEL)            | AB-5                           |
| Directeur sportif : Wim Feys   |                                |                                |

| Alpecin-Deceuninck ADC                  | Alpecin-Deceuninck ADC  | Alpecin-Deceuninck ADC |
| --------------------------------------- | ----------------------- | ---------------------- |
| Num                                     | Coureur                 | Pos                    |
| 1                                       | Jasper Philipsen (BEL)  | 4e                     |
| 2                                       | Quinten Hermans (BEL)   | 32e                    |
| 3                                       | Senne Leysen (BEL)      | 99e                    |
| 4                                       | Robbe Ghys (BEL)        | 75e                    |
| 5                                       | Jonas Rickaert (BEL)    | 79e                    |
| 6                                       | Ramon Sinkeldam (NED)   | 66e                    |
| 7                                       | Gianni Vermeersch (BEL) | 34e                    |
| Directeur sportif : Christoph Roodhooft |                         |                        |

| Soudal Quick-Step SOQ              | Soudal Quick-Step SOQ         | Soudal Quick-Step SOQ |
| ---------------------------------- | ----------------------------- | --------------------- |
| Num                                | Coureur                       | Pos                   |
| 11                                 | Tim Merlier (BEL)             | 73e                   |
| 12                                 | Kasper Asgreen (DEN) (chrono) | 6e                    |
| 13                                 | Josef Černý (CZE)             | 103e                  |
| 14                                 | Pepijn Reinderink (NED)       | 38e                   |
| 15                                 | Bert Van Lerberghe (BEL)      | 82e                   |
| 16                                 | Warre Vangheluwe (BEL)        | 130e                  |
| 17                                 | Martin Svrček (SVK)           | 59e                   |
| Directeur sportif : Davide Bramati |                               |                       |

| Team Visma \| Lease a Bike TVL      | Team Visma \| Lease a Bike TVL | Team Visma \| Lease a Bike TVL |
| ----------------------------------- | ------------------------------ | ------------------------------ |
| Num                                 | Coureur                        | Pos                            |
| 21                                  | Olav Kooij (NED)               | 84e                            |
| 22                                  | Tosh Van der Sande (BEL)       | 94e                            |
| 23                                  | Edoardo Affini (ITA)           | 97e                            |
| 24                                  | Mick van Dijke (NED)           | 29e                            |
| 25                                  | Colby Simmons (USA)            | 77e                            |
| 26                                  | Julien Vermote (BEL)           | NP-3                           |
| 27                                  | Per Strand Hagenes (NOR)       | 9e                             |
| Directeur sportif : Maarten Wynants |                                |                                |

| Intermarché-Wanty IWA                    | Intermarché-Wanty IWA | Intermarché-Wanty IWA |
| ---------------------------------------- | --------------------- | --------------------- |
| Num                                      | Coureur               | Pos                   |
| 31                                       | Gerben Thijssen (BEL) | 105e                  |
| 32                                       | Mike Teunissen (NED)  | 42e                   |
| 33                                       | Rune Herregodts (BEL) | NP-5                  |
| 34                                       | Laurenz Rex (BEL)     | 52e                   |
| 35                                       | Lorenzo Rota (ITA)    | 20e                   |
| 36                                       | Dries De Pooter (BEL) | 93e                   |
| 37                                       | Gijs Van Hoecke (BEL) | 80e                   |
| Directeur sportif : Pieter Vanspeybrouck |                       |                       |

| Lidl-Trek LTK                     | Lidl-Trek LTK               | Lidl-Trek LTK |
| --------------------------------- | --------------------------- | ------------- |
| Num                               | Coureur                     | Pos           |
| 41                                | Jasper Stuyven (BEL)        | 5e            |
| 42                                | Edward Theuns (BEL)         | 71e           |
| 43                                | Tim Declercq (BEL)          | 50e           |
| 44                                | Dario Cataldo (ITA)         | 101e          |
| 45                                | Daan Hoole (NED)            | 14e           |
| 46                                | Fabio Felline (ITA)         | 39e           |
| 47                                | Mathias Vacek (CZE) (route) | 2e            |
| Directeur sportif : Adriano Baffi |                             |               |

| Arkéa-B&B Hotels ARK                           | Arkéa-B&B Hotels ARK  | Arkéa-B&B Hotels ARK |
| ---------------------------------------------- | --------------------- | -------------------- |
| Num                                            | Coureur               | Pos                  |
| 51                                             | Jenthe Biermans (BEL) | 57e                  |
| 52                                             | Łukasz Owsian (POL)   | AB-5                 |
| 53                                             | Matîs Louvel (FRA)    | 47e                  |
| 54                                             | Luca Mozzato (ITA)    | NP-4                 |
| 55                                             | Donavan Grondin (FRA) | 81e                  |
| 56                                             | Alan Riou (FRA)       | AB-5                 |
| 57                                             | Miles Scotson (AUS)   | 74e                  |
| Directeur sportif : Roger Tréhin, Jimmy Turgis |                       |                      |

| Decathlon-AG2R La Mondiale DAT                       | Decathlon-AG2R La Mondiale DAT | Decathlon-AG2R La Mondiale DAT |
| ---------------------------------------------------- | ------------------------------ | ------------------------------ |
| Num                                                  | Coureur                        | Pos                            |
| 61                                                   | Benoît Cosnefroy (FRA)         | 36e                            |
| 62                                                   | Dries De Bondt (BEL)           | 60e                            |
| 63                                                   | Sander De Pestel (BEL)         | 30e                            |
| 64                                                   | Pierre Gautherat (FRA)         | 12e                            |
| 65                                                   | Aurélien Paret-Peintre (FRA)   | 19e                            |
| 66                                                   | Valentin Retailleau (FRA)      | AB-5                           |
| 67                                                   | Damien Touzé (FRA)             | 8e                             |
| Directeur sportif : Nicolas Guillé, Artūras Kasputis |                                |                                |

| Movistar Team MOV                    | Movistar Team MOV           | Movistar Team MOV |
| ------------------------------------ | --------------------------- | ----------------- |
| Num                                  | Coureur                     | Pos               |
| 71                                   | Alex Aranburu (ESP)         | 3e                |
| 72                                   | Mathias Norsgaard (DEN)     | 76e               |
| 73                                   | Carlos Canal (ESP)          | 13e               |
| 74                                   | Rémi Cavagna (FRA) (chrono) | 61e               |
| 75                                   | Sergio Samitier (ESP)       | 92e               |
| 76                                   | Iván Romeo (ESP)            | 15e               |
| 77                                   | Gonzalo Serrano (ESP)       | AB-5              |
| Directeur sportif : Jürgen Roelandts |                             |                   |

| Team dsm-firmenich PostNL DFP        | Team dsm-firmenich PostNL DFP | Team dsm-firmenich PostNL DFP |
| ------------------------------------ | ----------------------------- | ----------------------------- |
| Num                                  | Coureur                       | Pos                           |
| 81                                   | John Degenkolb (GER)          | 43e                           |
| 82                                   | Robbe Dhondt (BEL)            | 133e                          |
| 84                                   | Johan Dorussen (NED)          | AB-4                          |
| 85                                   | Patrick Eddy (AUS)            | 132e                          |
| 86                                   | Fabio Jakobsen (NED)          | 131e                          |
| 87                                   | Bram Welten (NED)             | 121e                          |
| Directeur sportif : Bennie Lambregts |                               |                               |

| Team Flanders-Baloise TFB                                             | Team Flanders-Baloise TFB | Team Flanders-Baloise TFB |
| --------------------------------------------------------------------- | ------------------------- | ------------------------- |
| Num                                                                   | Coureur                   | Pos                       |
| 91                                                                    | Kamiel Bonneu (BEL)       | 95e                       |
| 92                                                                    | Lars Craps (BEL)          | 123e                      |
| 93                                                                    | Lindsay De Vylder (BEL)   | 125e                      |
| 94                                                                    | Jules Hesters (BEL)       | NP-3                      |
| 95                                                                    | Elias Maris (BEL)         | 17e                       |
| 96                                                                    | Vincent Van Hemelen (BEL) | 45e                       |
| 97                                                                    | Ward Vanhoof (BEL)        | 40e                       |
| Directeur sportif : Walter Planckaert, Hans De Clercq, Andy Missotten |                           |                           |

| Bingoal WB BWB                               | Bingoal WB BWB          | Bingoal WB BWB |
| -------------------------------------------- | ----------------------- | -------------- |
| Num                                          | Coureur                 | Pos            |
| 101                                          | Cériel Desal (BEL)      | 68e            |
| 102                                          | Louka Matthys (BEL)     | 64e            |
| 103                                          | Nathan Vandepitte (FRA) | AB-4           |
| 104                                          | Sasha Weemaes (BEL)     | AB-4           |
| 105                                          | Luca Van Boven (BEL)    | 31e            |
| 106                                          | Kenneth Van Rooy (BEL)  | 62e            |
| 107                                          | Loïc Vliegen (BEL)      | AB-4           |
| Directeur sportif : Jean-Denis Vandenbroucke |                         |                |

| Lotto Dstny LTD                  | Lotto Dstny LTD             | Lotto Dstny LTD |
| -------------------------------- | --------------------------- | --------------- |
| Num                              | Coureur                     | Pos             |
| 111                              | Brent Van Moer (BEL)        | 11e             |
| 112                              | Alec Segaert (BEL)          | 7e              |
| 113                              | Sébastien Grignard (BEL)    | 44e             |
| 114                              | Logan Currie (NZL) (chrono) | 25e             |
| 115                              | Liam Slock (BEL)            | 98e             |
| 116                              | Lionel Taminiaux (BEL)      | 63e             |
| 117                              | Jenno Berckmoes (BEL)       | 18e             |
| Directeur sportif : Nikolas Maes |                             |                 |

| Israel-Premier Tech IPT           | Israel-Premier Tech IPT   | Israel-Premier Tech IPT |
| --------------------------------- | ------------------------- | ----------------------- |
| Num                               | Coureur                   | Pos                     |
| 121                               | Joseph Blackmore (GBR)    | 26e                     |
| 122                               | Pier-André Côté (CAN)     | 10e                     |
| 123                               | Oded Kogut (ISR) (chrono) | 102e                    |
| 124                               | Guy Sagiv (ISR)           | 119e                    |
| 125                               | Guillaume Boivin (CAN)    | 33e                     |
| 126                               | Riley Sheehan (USA)       | 16e                     |
| 127                               | Tom Van Asbroeck (BEL)    | 41e                     |
| Directeur sportif : Sep Vanmarcke |                           |                         |

| TotalEnergies TEN                   | TotalEnergies TEN       | TotalEnergies TEN |
| ----------------------------------- | ----------------------- | ----------------- |
| Num                                 | Coureur                 | Pos               |
| 131                                 | Pierre Latour (FRA)     | AB-4              |
| 132                                 | Geoffrey Soupe (FRA)    | 112e              |
| 133                                 | Thomas Gachignard (FRA) | 22e               |
| 134                                 | Émilien Jeannière (FRA) | 24e               |
| 135                                 | Jason Tesson (FRA)      | 110e              |
| 136                                 | Anthony Turgis (FRA)    | 87e               |
| 137                                 | Dries Van Gestel (BEL)  | 23e               |
| Directeur sportif : Lylian Lebreton |                         |                   |

| Uno-X Mobility UXM                | Uno-X Mobility UXM               | Uno-X Mobility UXM |
| --------------------------------- | -------------------------------- | ------------------ |
| Num                               | Coureur                          | Pos                |
| 141                               | Jonas Abrahamsen (NOR)           | 67e                |
| 142                               | Martin Urianstad Bugge (NOR)     | 111e               |
| 143                               | Stian Fredheim (NOR)             | 127e               |
| 144                               | William Blume Levy (DEN)         | 96e                |
| 145                               | Erik Nordsæter Resell (NOR)      | 88e                |
| 146                               | Rasmus Tiller (NOR)              | 37e                |
| 147                               | Søren Wærenskjold (NOR) (chrono) | 1er                |
| Directeur sportif : Jesper Mørkøv |                                  |                    |

| TDT-Unibet TDT                 | TDT-Unibet TDT              | TDT-Unibet TDT |
| ------------------------------ | --------------------------- | -------------- |
| Num                            | Coureur                     | Pos            |
| 151                            | Jelle Johannink (NED)       | NP-4           |
| 152                            | Tomáš Kopecký (CZE)         | AB-2           |
| 153                            | Axel Huens (FRA)            | 55e            |
| 154                            | Hartthijs de Vries (NED)    | AB-5           |
| 155                            | Nicklas Amdi Pedersen (DEN) | 108e           |
| 156                            | Abram Stockman (BEL)        | 54e            |
| 157                            | Andreas Stokbro (DEN)       | 21e            |
| Directeur sportif : Julia Soek |                             |                |

| Team Novo Nordisk TNN                  | Team Novo Nordisk TNN         | Team Novo Nordisk TNN |
| -------------------------------------- | ----------------------------- | --------------------- |
| Num                                    | Coureur                       | Pos                   |
| 161                                    | Sam Brand (GBR)               | 122e                  |
| 162                                    | Alessandro Perracchione (ITA) | 116e                  |
| 163                                    | Quinten De Graeve (BEL)       | 115e                  |
| 164                                    | Declan Irvine (AUS)           | 126e                  |
| 165                                    | Matyáš Kopecký (CZE)          | 65e                   |
| 166                                    | Andrea Peron (ITA)            | AB-3                  |
| 167                                    | Nathan Smith (GBR)            | 134e                  |
| Directeur sportif : Guennadi Mikhailov |                               |                       |

| Team Polti Kometa PTK            | Team Polti Kometa PTK     | Team Polti Kometa PTK |
| -------------------------------- | ------------------------- | --------------------- |
| Num                              | Coureur                   | Pos                   |
| 171                              | Davide Bais (ITA)         | 27e                   |
| 172                              | Erik Fetter (HUN)         | 28e                   |
| 173                              | Davide De Cassan (ITA)    | 58e                   |
| 175                              | Andrea Pietrobon (ITA)    | 46e                   |
| 176                              | Javier Serrano (ESP)      | 51e                   |
| 177                              | Diego Pablo Sevilla (ESP) | 86e                   |
| Directeur sportif : Biagio Conte |                           |                       |

| Baloise Trek Lions TBL | Baloise Trek Lions TBL   | Baloise Trek Lions TBL |
| ---------------------- | ------------------------ | ---------------------- |
| Num                    | Coureur                  | Pos                    |
| 181                    | Olivier Godfroid (BEL)   | 90e                    |
| 182                    | David Haverdings (NED)   | 89e                    |
| 183                    | Joris Nieuwenhuis (NED)  | 53e                    |
| 184                    | Pim Ronhaar (NED)        | NP-1                   |
| 185                    | Seppe Van Den Boer (BEL) | 83e                    |
| 186                    | Lars van der Haar (NED)  | 56e                    |
| 187                    | Maarten Verheyen (BEL)   | AB-5                   |

| Pauwels Sauzen-Bingoal PSB          | Pauwels Sauzen-Bingoal PSB   | Pauwels Sauzen-Bingoal PSB |
| ----------------------------------- | ---------------------------- | -------------------------- |
| Num                                 | Coureur                      | Pos                        |
| 192                                 | Kay De Bruyckere (BEL)       | 78e                        |
| 194                                 | Eli Iserbyt (BEL)            | 35e                        |
| 195                                 | Yorben Lauryssen (BEL)       | 124e                       |
| 197                                 | Michael Vanthourenhout (BEL) | 85e                        |
| Directeur sportif : Mario De Clercq |                              |                            |

| BEAT Cycling Club BCY                 | BEAT Cycling Club BCY           | BEAT Cycling Club BCY |
| ------------------------------------- | ------------------------------- | --------------------- |
| Num                                   | Coureur                         | Pos                   |
| 201                                   | Michiel Coppens (BEL)           | 118e                  |
| 202                                   | Stijn Appel (NED)               | 113e                  |
| 203                                   | Jochem Kerckhaert (NED)         | 106e                  |
| 204                                   | Wessel Krul (NED)               | NP-3                  |
| 205                                   | Lars Loohuis (NED)              | AB-4                  |
| 206                                   | Jeroen Van Krimpen (NED)        | 120e                  |
| 207                                   | Daan van Sintmaartensdijk (NED) | AB-4                  |
| Directeur sportif : Brian van Goethem |                                 |                       |

| Philippe Wagner-Bazin PWB              | Philippe Wagner-Bazin PWB   | Philippe Wagner-Bazin PWB |
| -------------------------------------- | --------------------------- | ------------------------- |
| Num                                    | Coureur                     | Pos                       |
| 211                                    | Pierre Barbier (FRA)        | AB-4                      |
| 212                                    | Rudy Barbier (FRA)          | AB-4                      |
| 213                                    | Enrico Dhaeye (BEL)         | AB-5                      |
| 214                                    | Quentin Bezza (FRA)         | AB-5                      |
| 215                                    | Gwen Leclainche (FRA)       | 129e                      |
| 216                                    | Tristan Scherpenbergh (BEL) | 136e                      |
| 217                                    | Kasper Saver (BEL)          | 104e                      |
| Directeur sportif : Pascal Pieterarens |                             |                           |

| Tarteletto-Isorex TIS            | Tarteletto-Isorex TIS   | Tarteletto-Isorex TIS |
| -------------------------------- | ----------------------- | --------------------- |
| Num                              | Coureur                 | Pos                   |
| 221                              | Robbe Claeys (BEL)      | 49e                   |
| 222                              | Maxime De Poorter (BEL) | AB-3                  |
| 223                              | Timothy Dupont (BEL)    | AB-4                  |
| 224                              | Gianni Marchand (BEL)   | 72e                   |
| 225                              | Thomas Joseph (BEL)     | 109e                  |
| 226                              | Jacob Relaes (BEL)      | 117e                  |
| 227                              | Mauro Verwilt (BEL)     | 91e                   |
| Directeur sportif : Danny De Bie |                         |                       |

| VolkerWessels Cycling Team VWT | VolkerWessels Cycling Team VWT | VolkerWessels Cycling Team VWT |
| ------------------------------ | ------------------------------ | ------------------------------ |
| Num                            | Coureur                        | Pos                            |
| 231                            | Finn Crockett (GBR)            | 100e                           |
| 232                            | Stijn Daemen (NED)             | 69e                            |
| 233                            | Sam Gademan (NED)              | 128e                           |
| 234                            | Jasper Haest (NED)             | 48e                            |
| 235                            | Max Kroonen (NED)              | 135e                           |
| 236                            | Jago Willems (BEL)             | 70e                            |
| 237                            | Thimo Willems (BEL)            | AB-5                           |
| Directeur sportif : Wim Feys   |                                |                                |

## Évolution des classements
| Étape              | Vainqueur          | Classement général | Classement par points | Classement du meilleur jeune |
| ------------------ | ------------------ | ------------------ | --------------------- | ---------------------------- |
| 1                  | Søren Wærenskjold  | Søren Wærenskjold  | Søren Wærenskjold     | Mathias Vacek                |
| 2                  | Tim Merlier        | Søren Wærenskjold  | Søren Wærenskjold     | Mathias Vacek                |
| 3                  | Jasper Philipsen   | Søren Wærenskjold  | Jasper Philipsen      | Mathias Vacek                |
| 4                  | Alex Aranburu      | Søren Wærenskjold  | Jasper Philipsen      | Mathias Vacek                |
| 5                  | Tim Merlier        | Søren Wærenskjold  | Jasper Philipsen      | Mathias Vacek                |
| Classements finals | Classements finals | Søren Wærenskjold  | Jasper Philipsen      | Mathias Vacek                |